# José Mourinho
José Mário dos Santos Mourinho Félix (Setúbal, 26 januari 1963) is een Portugees voormalig voetballer en huidig voetbaltrainer. Hij was hoofdtrainer van onder meer Real Madrid, FC Porto, Inter Milan, Chelsea, Manchester United, Tottenham Hotspur en AS Roma. Op 31 mei 2024 werd hij aangekondigd als hoofdtrainer van het Turkse Fenerbahçe, waar hij een tweejarig contract tekende. Mourinho won als clubtrainer onder andere tweemaal de UEFA Champions League, tweemaal de UEFA Cup/UEFA Europa League en eenmaal de UEFA Europa Conference League.

## Carrière

### Het begin
Mourinho is de zoon van voormalig keeper van het Portugese elftal Félix Mourinho. Na een loopbaan als profvoetballer studeerde hij sportwetenschappen aan het Instituto Superior de Educação Física in Lissabon.
Mourinho kwam in 1992 in dienst bij Sporting CP als assistent en tolk van Sir Bobby Robson. In 1993 volgde Mourinho Robson naar FC Porto. Toen Robson voor het seizoen 1996/1997 werd aangesteld als trainer van FC Barcelona, volgde Mourinho hem opnieuw als tolk-assistent.
De samenwerking tussen Robson en Mourinho bij FC Barcelona werd een succes met winst van de Copa del Rey en de Europacup II. Bij de viering van de prijzen op het Plaça de Sant Jaume in Barcelona beloofde Mourinho de club eeuwige trouw met het uitroepen van "Hoy, mañana y siempre con el Barça en el corazón" ("Vandaag, morgen en altijd met Barça in het hart").
In 1997 werd Robson ondanks de gewonnen prijzen als trainer vervangen door Louis van Gaal. Mourinho bleef betrokken bij het eerste elftal als assistent-trainer.
Onder Van Gaal ontwikkelde de Portugees zich verder als trainer en hij werd belast met het coachen van Barça B. In december 1998, op een moment dat Van Gaal vanwege teleurstellende resultaten in de competitie onder zware druk stond, coachte hij het eerste elftal in een oefenwedstrijd tegen Rode Ster Belgrado.
In 2000 mocht Mourinho bovendien het eerste elftal coachen in de gewonnen Copa de Catalunya. Na het ontslag van Van Gaal in 2000 eindigde ook de periode van Mourinho bij FC Barcelona. Zijn periode bij FC Barcelona heeft hem gevormd als coach, zo geeft Mourinho aan: "De filosofie van Barça heeft me meer beïnvloed dan welke andere coach dan ook, het is een club met een unieke cultuur. Het waren vier vitale jaren, waarin ik de concepten heb gevormd die ik tegenwoordig in de praktijk breng als coach."

### Terugkeer naar Portugal
Na periodes als hoofdtrainer bij SL Benfica (2000/01) en União Leiria (2001/02), waar hij de degradatie-kandidaat naar een Europese plek leidde, werd Mourinho in 2002 aangesteld als coach van FC Porto. Hier was hij zeer succesvol en Mourinho groeide uit tot een toptrainer.
Met FC Porto won hij de UEFA Cup in 2003 en de Champions League in 2004. Hij won er bovendien in twee jaar tijd twee landstitels, een keer de beker en ook de Supercup.

### Chelsea
Vanaf midden 2004 was Mourinho manager van de Londense club Chelsea. Hij maakte die club hetzelfde seizoen nog kampioen van Engeland, een titel die de club 50 jaar geleden voor het laatst gedragen had.
In het daaropvolgende seizoen 2005/2006 prolongeerde hij met Chelsea deze titel. Hij verliet Chelsea in september 2007, na onenigheid met het bestuur en de eigenaar van Chelsea, de Rus Roman Abramovitsj. Abramovitsj eiste aantrekkelijk en aanvallend voetbal, terwijl Mourinho een defensieve stijl van voetballen ten uitvoer bracht.
Ook was er volgens de BBC onenigheid over het aantrekken van spits Andrei Shevchenko, die voor € 40 miljoen over kwam van AC Milan. Mourinho was onwillig de spits op te stellen, terwijl de voorzitter van Chelsea, Roman Abramovitsj, zijn dure investering wilde zien spelen.

### Internazionale
Sinds het seizoen 2008/2009 was Mourinho hoofdtrainer bij Internazionale. In dat seizoen won Mourinho het Italiaanse kampioenschap en de Italiaanse supercup.
In zijn tweede seizoen, 2009-2010, leidde hij Inter naar zowel de landstitel in de Serie A, als de nationale bekerfinale, die met 1-0 van AS Roma werd gewonnen. De bekroning van het seizoen was de gewonnen finale van de Champions League 2009-2010, tegen Bayern München op 22 mei 2010 in het stadion Bernabeu in Madrid. Mourinho heeft daarmee met twee verschillende clubs de Champions League gewonnen. Na afloop van de finale zei Mourinho dat hij zich treurig voelde omdat het waarschijnlijk zijn laatste wedstrijd als coach van Inter zou zijn. Hij maakte bekend dat hij in het seizoen 2010/2011 waarschijnlijk de Spaanse club Real Madrid CF zou coachen. Op 28 mei 2010 werd dit officieel bevestigd.

### Real Madrid
Vanaf het seizoen 2010/2011 was Mourinho trainer van de Madrileense club Real Madrid, waarmee hij probeerde zijn droom waar te maken door als eerste coach het kampioenschap in de Portugese, Engelse, Italiaanse en Spaanse competitie te hebben gewonnen en als eerste trainer de Champions League met drie verschillende clubs te hebben gewonnen.
José Mourinho was zevenentwintig officiële duels met Real Madrid ongeslagen. Deze reeks eindigde echter met een verlies van 5-0 tegen Barcelona. In Europees verband verloor Mourinho achtereenvolgens niet van Ajax (2-0 winst en 0-4 winst), AJ Auxerre (0-1 winst en 4-0 winst), AC Milan (2-0 winst en 2-2 remise) en Olympique Lyon (1-1 remise en 3-0 winst). In de Copa del Rey bereikt Mourinho de finale, waarin hij aartsrivaal FC Barcelona trof. Dit duel werd gewonnen door Real Madrid (1-0) na verlengingen. Hiermee behaalde Mourinho zijn eerste prijs bij Real Madrid, en maakte hij zijn reputatie van trainer die altijd prijzen behaalt nogmaals waar. In 2008 had Real Madrid voor het laatst nog een titel gepakt.
Op 6 december 2010 bracht de beroepscommissie van de UEFA een eerder opgelegde straf van Mourinho terug van twee duels schorsing, waarvan een voorwaardelijk, tot een duel schorsing onvoorwaardelijk. De trainer van Real Madrid kreeg tevens een boete van 30.000 euro in plaats van 40.000 euro. Mourinho werd door de UEFA gestraft wegens onsportief gedrag. De trainer gaf in het Champions League-duel tegen AFC Ajax zijn spelers Sergio Ramos en Xabi Alonso de opdracht een tweede gele kaart te pakken. Ook de boete van Real werd verminderd: 100.000 euro in plaats van 120.000 euro. De straffen voor Ramos, Alonso, Jerzy Dudek en Iker Casillas bleven gehandhaafd door de beroepscommissie.
In het seizoen 2011/2012 won hij de landstitel met Real Madrid, nadat hij in de Clásico met 1-2 van FC Barcelona had gewonnen. Daarmee bereikte hij een van zijn doelen. Ook pakte hij 100 competitie-punten met Real Madrid en won dat seizoen 32 van de 38 wedstrijden.
Na een teleurstellend seizoen 2012/13 waarin Real Madrid naast een prijs greep en waarin Mourinho conflicten kreeg met verschillende spelers waaronder aanvoerder en boegbeeld Iker Casillas, vertrok de Portugees na drie seizoenen uit Madrid.
Uiteindelijk werd tijdens Mourinho's regime bij Real Madrid voor 163 miljoen euro aan spelers gekocht. Bovendien kon hij beschikken over een keur aan dure spelers die voor zijn komst al waren gehaald zoals recordaankoop Cristiano Ronaldo (94 mln euro), Kaká (65 mln euro), Benzema (35 mln euro) en Xabi Alonso (30 mln euro). De gemiddelde betaalde transferwaarde van de selectie per seizoen onder Mourinho bedroeg 457 miljoen euro.

### Terug bij Chelsea
Na een tumultueuze periode bij Real Madrid bevestigde Chelsea op 3 juni 2013 dat Mourinho een vier jaar durend contract tekende en wederom aan het roer kwam te staan als manager. .
Op 10 juni 2013 werd José Mourinho officieel voorgesteld als nieuwe coach bij de ploeg waar hij in 2005 en 2006 al landskampioen mee werd. Op Stamford Bridge is men ervan overtuigd dat Mourinho dé coach is die Chelsea nieuwe successen kan bezorgen in zowel de competitie als in de Champions League. Hij volgt Rafael Benítez op, die naar SSC Napoli vertrok. 
Opvallend genoeg zette Mourinho vanaf het begin de tweevoudig Chelsea-speler van het jaar Juan Mata op de bank, tot ongenoegen van het publiek. In de wintertransferperiode werd Mata getransfereerd naar Manchester United voor een bedrag van 45 mln euro. Aan het eind van het seizoen 2014/2015 bleek Chelsea het sterkste team van de competitie en werd kampioen. Het kampioenschap leverde Mourinho de titel Manager van het Jaar op. Zijn contract werd met vier seizoenen verlengd. Het hierop volgende seizoen vielen de resultaten zwaar tegen en werd Mourinho op 17 december 2015 ontslagen; Chelsea stond op dat moment op de zestiende plaats in de competitie. Onder Mourinho verloor de ploeg in het seizoen 2015/16 negen keer, meer nederlagen dan in elk ander seizoen uit zijn trainersloopbaan.

### Manchester United
Mourinho tekende in mei 2016 een contract tot medio 2019 bij Manchester United, waar hij Louis van Gaal opvolgde. In de verbintenis werd een optie voor nog minstens een seizoen opgenomen. In zijn eerste seizoen pakte Manchester United onder zijn leiding drie prijzen: de Community Shield, de League Cup en de UEFA Europa League, door onder meer AFC Ajax in de finale met 2-0 te verslaan. Hierdoor kwalificeerde United zich voor de UEFA Champions League, terwijl het in de competitie slechts op de zesde plaats was geëindigd.
Op 25 januari 2018 maakte de clubleiding van Manchester United bekend dat het contract van Mourinho was opengebroken en verlengd tot de zomer van 2020. De Portugees had ook een optie voor een seizoen extra. De club gaf hem in december van datzelfde jaar zijn ontslag. Manchester United stond op dat moment zesde in de Premier League.

### Tottenham Hotspur
Op 20 november 2019 ondertekende Mourinho een vierjarig contract bij Tottenham Hotspur ("The Spurs") en volgde hiermee Mauricio Pochettino op. Na winst in zijn eerste drie wedstrijden (tegen West Ham United, Olympiakos Piraeus en AFC Bournemouth) liep hij op 4 december 2019 uitgerekend tegen Manchester United tegen zijn eerste nederlaag als Tottenham-trainer (2-1) aan. Mourinho haalde Tottenham weg van de veertiende plaats waarop Pochettino de club had achtergelaten en stond uiteindelijk zelfs even vijfde, maar parkeerde de club in het seizoen 2019/20 uiteindelijk op een zesde plaats. In de Champions League vloog Tottenham er in de achtste finale uit tegen RB Leipzig na een totaalscore van 4-0.
In het seizoen 2020/21 won Tottenham op de vierde competitiespeeldag met 1-6 bij Manchester United. Na een 2-0-zege tegen Manchester City op de negende speeldag nam Tottenham zelfs een paar weken de koppositie in – voor het eerst sinds augustus 2014 nota bene. De resultaten gingen echter achteruit en na 33 speeldagen stond Tottenham slechts zevende – onder de Europese plaatsen. Europees was Tottenham op dat moment al uitgeschakeld, nadat de club in de achtste finale verrassend werd uitgeschakeld door Dinamo Zagreb. Ook de FA Cup moest Tottenham al vroegtijdig opgeven na een spectaculaire 5-4-nederlaag tegen Everton FC in de achtste finales. Op 19 april 2021, zes dagen voor de League Cup-finale tegen Manchester City, werd Mourinho ontslagen.
Naast onvrede binnen de spelersgroep lagen ook enkele dramatische cijfers aan de basis van het ontslag: in het seizoen 2020/21 verspeelde Tottenham zeven keer een overwinning of gelijkspel in een competitiewedstrijd nadat het in de laatste tien minuten de netten niet meer kon schoonhouden (goed voor twintig verloren punten), iets wat gezien de verdedigende aanpak van Mourinho nochtans een specialiteit zou moeten zijn. Ook voor Mourinho zelf was 2020/21 een horrorseizoen: de Portugees verloor dertien officiële wedstrijden, meer dan hij ooit in een volledig seizoen verloor. Mourinho haalde bij Tottenham een winstpercentage van 51,16%, enkel bij Leiria scoorde hij ooit slechter.
Ook waren er geruchten dat Mourinho was ontslagen omdat hij niet mee wilde doen met de plannen voor een nieuw opgezette European Super League, in tegenstelling tot de baas van The Spurs.

### AS Roma
In aanloop naar het seizoen 2021/22 werd Mourinho aangesteld als hoofdtrainer van AS Roma. Hier tekende hij een driejarig contract als opvolger van Paulo Fonseca. Op 25 mei 2022 wist Mourinho met AS Roma de eerste editie van de UEFA Europa Conference League te winnen door Feyenoord met 1–0 te verslaan in de finale. Ruim een jaar later, op 31 mei 2023, stond Mourinho op een podium hoger in de finale van de UEFA Europa League. Deze finale ging na strafschoppen verloren tegen Sevilla. Het was de eerste Europese finale die Mourinho verloor in zijn carrière.
Op 16 januari 2024 maakte de club bekend dat Mourinho ontslagen was als hoofdtrainer vanwege de teleurstellende resultaten. AS Roma stond op dat moment op een negende plaats in de competitie, en werd in de kwartfinale van de Coppa Italia uitgeschakeld door stadgenoot Lazio.

## Records Mourinho

### UEFA Champions League-finale
Mourinho bereikte met twee clubs de UEFA Champions League-finale (met FC Porto in 2004 en met Internazionale in 2010), die hij beide won.

### Nationale bekerwinst
Mourinho wist in vier Europese landen de nationale beker te winnen, waaronder die van de drie sterkste voetbalcompetities. Dit had tot dusver nog geen coach gepresteerd.

### Thuis negen jaar ongeslagen
De Portugese trainer heeft negen jaar lang geen thuiswedstrijd verloren in competitieverband.
Mourinho's laatste nederlaag voor eigen publiek dateerde van 23 februari 2002. Destijds zat hij nog op de bank van FC Porto, dat met 2-3 verloor van Beira-Mar. Daarna begon zijn indrukwekkende reeks, die ten einde kwam op 2 april 2011.
Bij FC Porto bleef hij in de twee daaropvolgende seizoenen nog 38 competitieduels zonder verlies in Estádio do Dragão.
Bij Chelsea op Stamford Bridge breidde hij zijn ongeslagen thuisstatus uit met zestig wedstrijden.
Met zijn volgende club Internazionale bleef hij 38 wedstrijden zonder verlies in Giuseppe Meazza. 28 duels eindigden in een overwinning, tien keer speelden de Nerazzurri gelijk. Bij Real Madrid was de coach veertien thuiswedstrijden ongeslagen. Dit kwam ten einde met een 0-1 nederlaag tegen Sporting Gijón.

Van die 150 thuiswedstrijden die Mourinho ongeslagen was, zegevierde de Portugese coach 124 keer. Bij FC Porto won hij in zijn twee laatste seizoenen liefst 33 van de 34 thuisduels.

### Winst van de drie UEFA-clubcompetities
Mourinho werd de eerste hoofdtrainer ooit die met vier verschillende clubs de finale van een grote Europese competitie bereikte en deze vijf finales allemaal won. Hiermee werd hij tevens de derde hoofdtrainer ooit (naast Udo Lattek en Giovanni Trapattoni) die alle drie de Europese clubcompetities won en de eerste die de UEFA-treble behaalde door de UEFA Champions League, UEFA Cup/UEFA Europa League en UEFA Europa Conference League te winnen.

## De truc met de wasmand
In 2005 had toenmalig Chelsea-coach Mourinho een stadionverbod opgelopen na scherpe verbale reacties tijdens de 1/8 finale van de Champions League tegen FC Barcelona.
Hij kon het niet hebben dat Didier Drogba rood had gekregen en scheidsrechter Frisk en Barça-coach Frank Rijkaard tijdens de rust een praatje maakten. Om toch technische en sportieve richtlijnen te kunnen geven, had hij zich geruime tijd voor de 1/4 finale thuis tegen Bayern München in de kleedkamers van Stamford Bridge verstopt. Tijdens de wedstrijd bekeek hij de beelden op een televisie. Om ongezien uit het stadion te komen en de grondige controle van de security te omzeilen, verstopte hij zich in een grote metalen wasmand met het deksel op een kier, waardoor hij kon ademen. Nadat UEFA-waarnemers ingelicht waren van zijn mogelijke aanwezigheid en hem ijverig zochten, sloot de ongeruste terreinverzorger Stuart de mand volledig af. Mourinho vond het een beklemmende ervaring, mede door zuurstofgebrek en doordat hij claustrofobisch was. Na de wedstrijd werd er over deze feiten druk gespeculeerd maar Chelsea reageerde dat het verhaal nonsens was. In een perscommuniqué bekrachtigde de UEFA dat José Mourinho zich in beide wedstrijden aan de strafmaatregelen had gehouden. Op 19 januari 2019 gaf Mourinho op beIN Sports TV de feiten toe.
Mourinho's ongeslagen reeks:
| Seizoen | Club           | Competitie       | Wedstrijden | Gewonnen | Gelijk | Verloren | Doelpunten voor | Doelpunten tegen |
| ------- | -------------- | ---------------- | ----------- | -------- | ------ | -------- | --------------- | ---------------- |
| 2001/02 | FC Porto       | SuperLiga        | 4           | 3        | 1      | 0        | 10              | 4                |
| 2002/03 | FC Porto       | SuperLiga        | 17          | 16       | 1      | 0        | 45              | 12               |
| 2003/04 | FC Porto       | SuperLiga        | 17          | 17       | 0      | 0        | 36              | 5                |
| 2004/05 | Chelsea        | Premier League   | 19          | 14       | 5      | 0        | 35              | 6                |
| 2005/06 | Chelsea        | Premier League   | 19          | 18       | 1      | 0        | 47              | 12               |
| 2006/07 | Chelsea        | Premier League   | 19          | 12       | 7      | 0        | 37              | 11               |
| 2007/08 | Chelsea        | Premier League   | 3           | 2        | 1      | 0        | 4               | 2                |
| 2008/09 | Internazionale | Serie A          | 19          | 14       | 5      | 0        | 37              | 16               |
| 2009/10 | Internazionale | Serie A          | 19          | 14       | 5      | 0        | 58              | 24               |
| 2010/11 | Real Madrid    | Primera División | 14          | 14       | 0      | 0        | 46              | 6                |
|         | Totaal         |                  | 150         | 124      | 26     | 0        | 373             | 111              |

## Europees voetbal
FC Porto
| Seizoen | Competitie       | Ronde | Land                          | Club                   | Score    | PUC  |
| ------- | ---------------- | ----- | ----------------------------- | ---------------------- | -------- | ---- |
| 2002/03 | UEFA Cup         | 1R    | Vlag van Polen                | Polonia Warschau       | 6-0, 0-2 | 21.0 |
|         |                  | 2R    | Vlag van Oostenrijk           | Austria Wien           | 1-0, 2-0 | 21.0 |
|         |                  | 3R    | Vlag van Frankrijk            | RC Lens                | 3-0, 0-1 | 21.0 |
|         |                  | 1/8   | Vlag van Turkije              | Denizlispor            | 6-1, 2-2 | 21.0 |
|         |                  | 1/4   | Vlag van Griekenland          | Panathinaikos FC       | 0-1, 2-0 | 21.0 |
|         |                  | 1/2   | Vlag van Italië               | SS Lazio               | 4-1, 0-0 | 21.0 |
|         |                  | F     | Vlag van Schotland            | Celtic FC              | 3-2      | 21.0 |
| 2003/04 | Champions League | Groep | Vlag van Servië en Montenegro | Partizan Belgrado      | 1-1, 2-1 | 23.0 |
|         |                  | Groep | Vlag van Spanje               | Real Madrid CF         | 1-3, 1-1 | 23.0 |
|         |                  | Groep | Vlag van Frankrijk            | Olympique de Marseille | 3-2, 1-0 | 23.0 |
|         |                  | 1/8   | Vlag van Engeland             | Manchester United FC   | 2-1, 1-1 | 23.0 |
|         |                  | 1/4   | Vlag van Frankrijk            | Olympique Lyon         | 2-0, 2-2 | 23.0 |
|         |                  | 1/2   | Vlag van Spanje               | Deportivo de La Coruña | 0-0, 1-0 | 23.0 |
|         |                  | F     | Vlag van Monaco               | AS Monaco              | 3-0      | 23.0 |

 Chelsea FC
| Seizoen | Competitie       | Ronde | Land                 | Club                   | Score              | PUC  |
| ------- | ---------------- | ----- | -------------------- | ---------------------- | ------------------ | ---- |
| 2004/05 | Champions League | Groep | Vlag van Frankrijk   | Paris Saint-Germain FC | 3-0, 0-0           | 20.0 |
|         |                  | Groep | Vlag van Portugal    | FC Porto               | 3-1, 1-2           | 20.0 |
|         |                  | Groep | Vlag van Rusland     | CSKA Moskou            | 2-0, 1-0           | 20.0 |
|         |                  | 1/8   | Vlag van Spanje      | FC Barcelona           | 1-2, 4-2           | 20.0 |
|         |                  | 1/4   | Vlag van Duitsland   | FC Bayern München      | 4-2, 2-3           | 20.0 |
|         |                  | 1/2   | Vlag van Engeland    | Liverpool FC           | 0-0, 0-1           | 20.0 |
| 2005/06 | Champions League | Groep | Vlag van België      | RSC Anderlecht         | 1-0, 2-0           | 13.0 |
|         |                  | Groep | Vlag van Engeland    | Liverpool FC           | 0-0, 0-0           | 13.0 |
|         |                  | Groep | Vlag van Spanje      | Real Betis             | 4-0, 0-1           | 13.0 |
|         |                  | 1/8   | Vlag van Spanje      | FC Barcelona           | 1-2, 1-1           | 13.0 |
| 2006/07 | Champions League | Groep | Vlag van Duitsland   | SV Werder Bremen       | 2-0, 0-1           | 23.0 |
|         |                  | Groep | Vlag van Bulgarije   | Levski Sofia           | 3-1, 2-0           | 23.0 |
|         |                  | Groep | Vlag van Spanje      | FC Barcelona           | 1-0, 2-2           | 23.0 |
|         |                  | 1/8   | Vlag van Portugal    | FC Porto               | 1-1, 2-1           | 23.0 |
|         |                  | 1/4   | Vlag van Spanje      | Valencia CF            | 1-1, 1-2           | 23.0 |
|         |                  | 1/2   | Vlag van Engeland    | Liverpool FC           | 1-0, 0-1(2-4 n.p.) | 23.0 |
| 2007/08 | Champions League | Groep | Vlag van Noorwegen   | Rosenborg BK           | 1-1, 4-0           | 25.0 |
|         |                  | Groep | Vlag van Spanje      | Valencia CF            | 2-1, 0-0           | 25.0 |
|         |                  | Groep | Vlag van Duitsland   | FC Schalke 04          | 2-0, 0-0           | 25.0 |
|         |                  | 1/8   | Vlag van Griekenland | Olympiakos Piraeus     | 0-0, 3-0           | 25.0 |
|         |                  | 1/4   | Vlag van Turkije     | Fenerbahçe SK          | 1-2, 2-0           | 25.0 |
|         |                  | 1/2   | Vlag van Engeland    | Liverpool FC           | 1-1, 3-2 (n.v.)    | 25.0 |
|         |                  | F     | Vlag van Engeland    | Manchester United FC   | 1-1, 5-6 (n.p.)    | 25.0 |

 Internazionale
| Seizoen | Competitie       | Ronde | Land                 | Club                 | Score    | PUC  |
| ------- | ---------------- | ----- | -------------------- | -------------------- | -------- | ---- |
| 2008/09 | Champions League | Groep | Vlag van Duitsland   | SV Werder Bremen     | 1-1, 1-2 | 11.0 |
|         |                  | Groep | Vlag van Griekenland | Panathinaikos FC     | 2-0, 0-1 | 11.0 |
|         |                  | Groep | Vlag van Cyprus      | Anorthosis Famagusta | 1-0, 3-3 | 11.0 |
|         |                  | 1/8   | Vlag van Engeland    | Manchester United FC | 0-0, 0-2 | 11.0 |
| 2009/10 | Champions League | Groep | Vlag van Spanje      | FC Barcelona         | 0-0, 0-2 | 21.0 |
|         |                  | Groep | Vlag van Rusland     | Roebin Kazan         | 1-1, 2-0 | 21.0 |
|         |                  | Groep | Vlag van Oekraïne    | FC Dynamo Kiev       | 2-2, 2-1 | 21.0 |
|         |                  | 1/8   | Vlag van Engeland    | Chelsea FC           | 2-1, 1-0 | 21.0 |
|         |                  | 1/4   | Vlag van Rusland     | CSKA Moskou          | 1-0, 1-0 | 21.0 |
|         |                  | 1/2   | Vlag van Spanje      | FC Barcelona         | 3-1, 0-1 |      |
|         |                  | F     | Vlag van Duitsland   | FC Bayern München    | 2-0      |      |

 Real Madrid
| Seizoen | Competitie       | Ronde | Land               | Club                 | Score               | PUC  |
| ------- | ---------------- | ----- | ------------------ | -------------------- | ------------------- | ---- |
| 2010/11 | Champions League | Groep | Vlag van Nederland | Ajax                 | 2-0, 4-0            | 30.0 |
|         |                  | Groep | Vlag van Italië    | AC Milan             | 2-0, 2-2            | 30.0 |
|         |                  | Groep | Vlag van Frankrijk | AJ Auxerre           | 1-0, 4-0            | 30.0 |
|         |                  | 1/8   | Vlag van Frankrijk | Olympique Lyon       | 1-1, 3-0            | 30.0 |
|         |                  | 1/4   | Vlag van Engeland  | Tottenham Hotspur FC | 4-0, 1-0            | 30.0 |
|         |                  | 1/2   | Vlag van Spanje    | FC Barcelona         | 0-2, 1-1            | 30.0 |
| 2011/12 | Champions League | Groep | Vlag van Kroatië   | GNK Dinamo Zagreb    | 1-0, 6-2            | 21.0 |
|         |                  | Groep | Vlag van Nederland | Ajax                 | 3-0, 3-0            | 21.0 |
|         |                  | Groep | Vlag van Frankrijk | Olympique Lyon       | 4-0, 2-0            | 21.0 |
|         |                  | 1/8   | Vlag van Rusland   | CSKA Moskou          | 1-1, 4-1            | 21.0 |
|         |                  | 1/4   | Vlag van Cyprus    | APOEL Nicosia        | 3-0, 5-2            | 21.0 |
|         |                  | 1/2   | Vlag van Duitsland | Bayern Munchen       | 1-2, 2-1 (1-3 n.p.) | 21.0 |
| 2012/13 | Champions League | Groep | Vlag van Engeland  | Manchester City      | 3-2, 1-1            |      |
|         |                  | Groep | Vlag van Nederland | Ajax                 | 4-1, 3-1            |      |
|         |                  | Groep | Vlag van Duitsland | Borussia Dortmund    | 1-2, 2-2            |      |
|         |                  | 1/8   | Vlag van Engeland  | Manchester United FC | 1-1, 1-2            |      |
|         |                  | 1/4   | Vlag van Turkije   | Galatasaray SK       | 3-0, 2-3            |      |
|         |                  | 1/2   | Vlag van Duitsland | Borussia Dortmund    | 1-4, 2-0            |      |

## Erelijst
Als trainer
 FC Porto
- UEFA Champions League: 2003/04
- UEFA Cup: 2002/03
- Primeira Liga: 2002/03, 2003/04
- Taça de Portugal: 2002/03
- Supertaça Cândido de Oliveira: 2003

 Chelsea
- Premier League: 2004/05, 2005/06,  2014/15
- FA Cup: 2006/07
- FA Community Shield: 2005
- EFL Cup: 2004/05, 2006/07, 2014/15

 Internazionale
- UEFA Champions League: 2009/10
- Serie A: 2008/09, 2009/10
- Coppa Italia: 2009/10
- Supercoppa Italiana: 2009

 Real Madrid
- Primera División: 2011/12
- Copa del Rey: 2010/11
- Supercopa de España: 2012

 Manchester United
- UEFA Europa League: 2016/17
- FA Community Shield: 2016
- EFL Cup: 2016/17

 AS Roma
- UEFA Europa Conference League: 2021/22

Individueel
- Onze d'Or Trainer van het Jaar: 2005
- FIFA Wereldtrainer van het Jaar: 2010
- IFFHS Clubtrainer van de Wereld: 2004, 2005, 2010, 2012
- IFFHS Beste Trainer van de 21e Eeuw: 2001–2020
- Premier League Trainer van het Seizoen: 2004/05, 2005/06, 2014/15
- Premier League Trainer van de Maand: november 2004, januari 2005, maart 2007, november 2020
- Serie A Trainer van het Jaar: 2008/09, 2009/10
- Albo Panchina d'Oro: 2009/10
- Trofeo Miguel Muñoz: 2010/11, 2011/12
- UEFA Trainer van het Jaar: 2002/03, 2003/04
- UEFA Team van het Jaar: 2003, 2004, 2005, 2010
- World Soccer Wereldtrainer van het Jaar: 2004, 2005, 2010
- World Soccer Grootste Trainer Aller Tijden: plek 3 in 2013
- ESPN Grootste Trainer Aller Tijden: plek 9 in 2013
- France Football Grootste Trainer Aller Tijden: plek 13 in 2019
- Europees Trainer van het Jaar – Alf Ramsey-prijs: 2010
- BBC Sports Personality of the Year Coach Award: 2005
- La Gazzetta dello Sport Man van het Jaar: 2010
- International Sports Press Association Best Manager in the World: 2010
- Prémio Prestígio Fernando Soromenho: 2012
- Football Extravaganza's League of Legends (2011)
- Globe Soccer Awards Best Coach of the Year: 2012
- Globe Soccer Awards Best Media Attraction in Football: 2012
- Portugees Trainer van de Eeuw: 2015
- PPF Portugees Trainer van het Jaar: 2017
- LMA Performances of the Week: 2 december 2017 (Arsenal 1–3 Manchester United), 7 april 2018 (Manchester City 2–3 Manchester United)

Onderscheidingen
- Grootofficier in de Orde van de Infant Dom Henrique
- Eredoctoraat voor zijn prestaties in het voetbal van de Technische Universiteit van Lissabon

## Trivia
- Mourinho's publieke optreden is regelmatig omstreden en leidde onder andere na zijn verwijten aan scheidsrechter Anders Frisk tot een schorsing van twee Champions League-wedstrijden door de UEFA.
- Hij hoopt ooit de bondscoach van Portugal te worden. Een bondscoachschap van Engeland sluit hij ook niet uit.[30]
- Michel Preud'homme heeft Mourinho's trainerscarrière gelanceerd.[31]
- Mourinho kwam in opspraak nadat hij Tito Vilanova, toen nog assistent-trainer van Josep Guardiola, in het oog prikte tijdens de Spaanse Supercupwedstrijd tussen Real Madrid en FC Barcelona.[32] Hij zou oorspronkelijk twee Supercupwedstrijden op de tribune plaats moeten nemen, maar van deze straf werd hij vrijgesproken.[33]
- Professioneel dartspeler José de Sousa draagt eveneens de bijnaam 'The Special One'. Hij koos hiervoor, omdat hij Mourinho ziet als inspiratiebron.[34]
- Direct na de verloren Europa League-finale met AS Roma tegen Sevilla FC op 31 mei 2023 smeet Mourinho zijn zilveren medaille in het publiek.[35]

1 Eğribayat ·
3 Carlos ·
4 Söyüncü ·
5 Yüksek ·
6 Djiku ·
8 Yandaş ·
10 Durán ·
13 Fred ·
16 Müldür ·
17 Kahveci ·
19 En-Nesyri ·
20 Ünder ·
22 Mercan ·
23 Tosun ·
24 Oosterwolde ·
25 Çetin ·
27 Semedo ·
33 Brown ·
34 Amrabat ·
37 Škriniar ·
40 Livaković ·
50 Becão ·
53 Szymański ·
70 Aydın ·
77 Mimović ·
94 Talisca ·
95 Akçiçek ·
Coach: Mourinho
1994: Ferguson · 1995: Dalglish · 1996–1997: Ferguson · 1998: Wenger · 1999–2000: Ferguson · 2001: Burley · 2002: Wenger · 2003: Ferguson · 2004: Wenger · 2005–2006: Mourinho · 2007–2009: Ferguson · 2010: Redknapp · 2011: Ferguson · 2012: Pardew · 2013: Ferguson · 2014: Pulis · 2015: Mourinho · 2016: Ranieri · 2017: Conte · 2018–2019: Guardiola · 2020: Klopp · 2021: Guardiola · 2022: Klopp · 2023–2024: Guardiola